# San Emilio

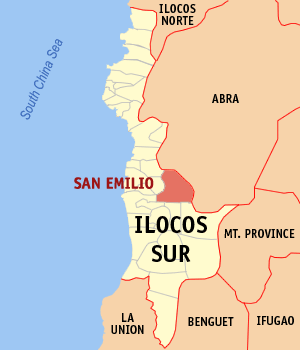
Bản đồ Ilocos Sur với vị trí của San Emilio

San Emilio là một đô thị hạng 4 ở tỉnh Ilocos Sur, Philippines. Theo điều tra dân số năm 2000 của Philipin, đô thị này có dân số 6.717 người trong 1.276 hộ.

## Các đơn vị hành chính
San Emilio được chia ra 8 barangay.
- Cabaroan
- Kalumsing
- Lancuas
- Matibuey
- Paltoc
- Sibsibbu
- Tiagan
- San Miliano